# Milhosť
Milhosť (maďarsky Migléc, Miglécnémeti) je obec na Slovensku v okrese Košice-okolí. Leží ve výšce 166 m nad mořem na východním Slovensku, v jižní části Košické kotliny, 21 km jižně od Košic v sousedství vesnic Kechnec a Seňa, na hranici s Maďarskem. Je zde hraniční přechod Milhosť – Tornyosnémeti. Katastrální území obce má rozlohu 7,70 km².

## Historie
Milhosť se poprvé vzpomíná v roce 1220, kdy byla součástí 10 obcí patřících královně, v nichž žili němečtí osadníci přicházející během let 1205–1209. Milhosť v 13. století ještě nebyla samostatnou vesnicí, byla pouze osadou (majer), patřící k vesnici Középnémeti. První písemné zmínky se objevují v 14. století, kdy je uváděna kaple sv. Michala z roku 1322, o níž ale není známo, kde stála. V roce 1450 získala pozemky v obci rodina Hegyaljai.
Od počátku 15. století se používá již název Milhosť. Vesnice předtím měla různé názvy jako: Középnémeti, Kisnémeti nebo Középkisnémeti. Proto je i v dnešním období Milhosť zmiňovaná maďarsky i jako Miglécnémeti.
Do roku 1500 na území obce žili jen Němci, až teprve začátkem 16. století přišly první maďarské rodiny, důsledkem toho Němců ubylo.
Po roce 1600 již nejsou záznamy o německých obyvatelích, ale přibývají slovenské rodiny. V roce 1720 byl počet Maďarů a Slováků stejný. V roce 1787 přicházejí první Židé, po roce 1850 Romové.

## Obecní symboly

### Pečeť
Historická pečeť obce pocházející z roku 1839 a nese maďarský nápis „Miglécz helység petsétye 1839“ (pečeť obce Milhosť 1839).

### Znak
Znak obce, který byl vytvořen v 90. letech 20. století, je odvozen ze vzoru který se nachází na pečeti. Ve znaku jsou dvě postavy stojící na zelené trávě s klobouky na hlavách. Jedna drží v ruce cep, druhá kosu. Mezi nimi jsou umístěny lemeš a čerieslo, které jsou zlaté barvy. Mezi postavami na červeném pozadí, svítí slunce.

## Významné stavby
Zvonice vesnice byla postavena v 1. polovině 19. století. V roce 1861 kolem obce na východní straně začala fungovat železnice Miškovec-Košice. Reformovaná škola s bytem pro učitele byla postavena v roce 1868 a v roce 1887 byl vybudován i reformovaný kostel.
- 1950 – začátek těžby štěrku a písku (velká ložiska surovin pod úrodnou půdou na mnoha místech katastru obce),
- Po roce 1950 – vznikla nová ulice Kis Perjés a hospodářský dvůr JRD,
- 1978 – byl zrekonstruován hraniční přechod,
- 1988 – plynofikace obce,
- 1994 – postavena smuteční síň,
- 1995 – výstavba čistírny odpadních vod pro obce Kechnec a Milhosť, která se po roce 2000 se rozšířila pro průmyslový park v Kechneci,
- 1996 – kanalizační síť, vodovod,
- 1998 – čerpací stanice u silnice k hraničnímu přechodu,
- 2000 – v západní části katastru byla postavena základnová a retranslační stanice systému GSM

## Územní změny obce

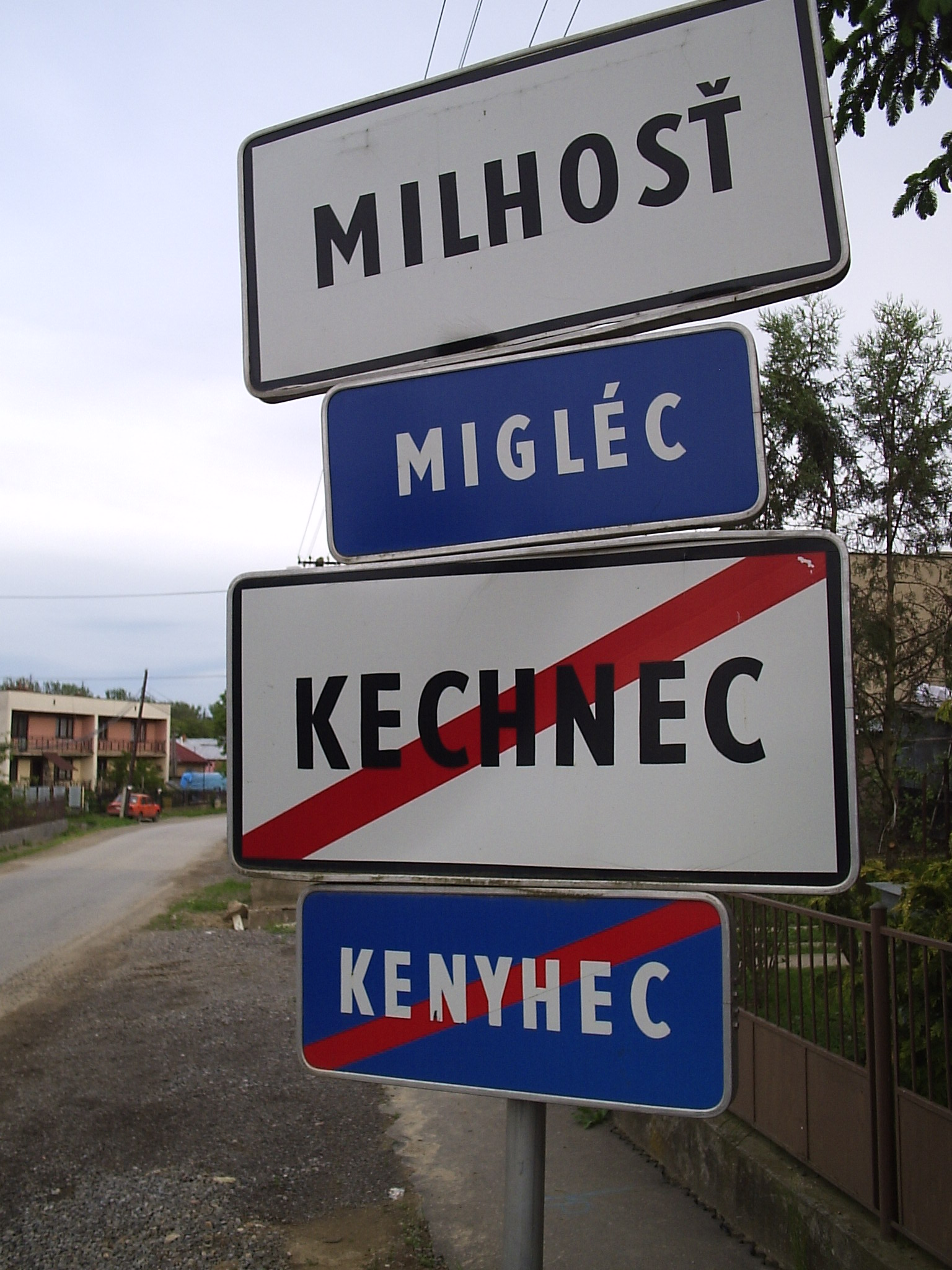
Dvojjazyčná tabule na začátku obce

Se vznikem ČSR po roce 1918 se Milhosť stala pohraniční vesnicí mezi Maďarskem a Slovenskou. Po Vídeňské arbitráži v roce 1938 obec připadla Maďarsku a dostala název Miglécnémeti . Po skončení 2. světové války obec znovu připadla ČSR a v letech 1945-1947 měla název Migléc. V období 1948–1964 se nazývala Milhosť.
V roce 1964 byla Milhosť sloučena se sousední obcí Kechnec a dostala název Hraničná pri Hornáde, část Milhosť. V roce 1986 byla Hraničná pri Hornáde připojena k obci Seňa, a tak dostala nový název Seňa, část Milhosť.
Milhosť byla sloučena od roku 1964 do roku 1992, tedy celkem 28 let, které nebyly výhodné ani pro obyvatele ani pro obec. Minimum finančních prostředků pro obec způsobily úpadek obce.
Na žádost občanů získala obec 1. ledna 1993 samostatnost a dvojjazyčný název Milhosť-Migléc, neboť 50 % obyvatel je maďarské národnosti.

## Obyvatelstvo
- Počet obyvatel: 344
- Národnostní složení:
  - Slováci - 189
  - Maďaři – 144
  - Romové – 4
  - Češi – 1
  - Ostatní, nezjištěno - 6

- Bydlící obyvatelstvo podle mateřského jazyka (2001)
  - Slovenský: 162
  - Maďarský: 174
  - Rusínský: 1
  - Český: 1
  - Nezjištěn: 6

- Náboženské vyznání / církev (2001)
  - Římskokatolická církev: 168
  - Řeckokatolická církev: 19
  - Evangelická církev augsburského vyznání: 3
  - Reformovaná církev: 133
  - Svědkové Jehovovi: 3
  - Bez vyznání: 10
  - Nezjištěno: 8

## Milhosťský hřbitov

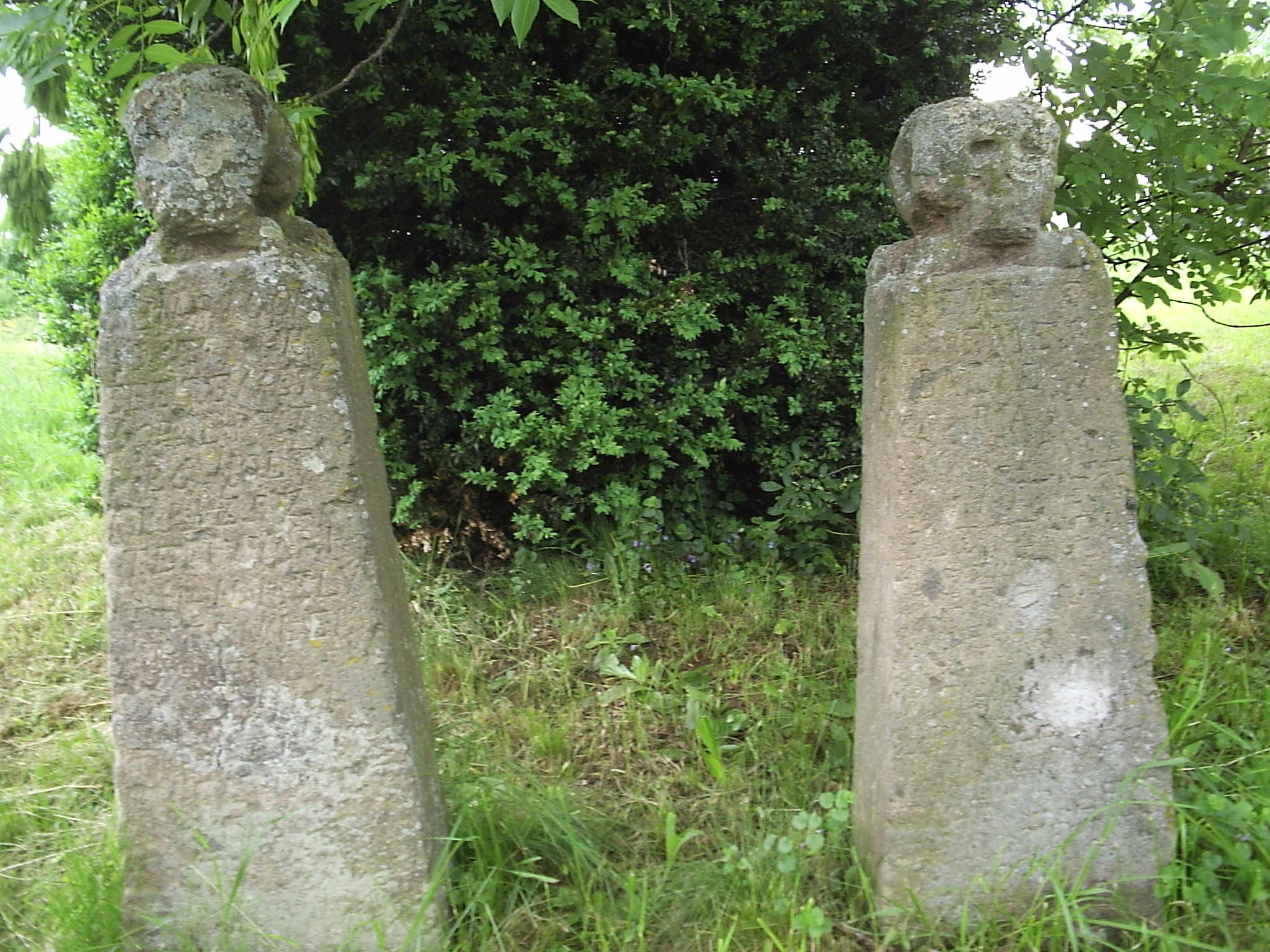
Dvojice náhrobních kamenů, asi nejstarších na hřbitově v Milhosti

Hřbitov v Milhosti má tři majitele. Západní strana patří obci, levá katolické církvi a pravá reformované. Smuteční síň byla předána do užívání 28. srpna 1994.
Na hřbitově se nacházejí hrobky zdobené starými dřevěnými památníky, které se nazývali gombfa. 
Hroby reformovaných byly označeny třemi typy dřevěných náhrobků, rozdílných pro muže, ženy a mladé. Katolíci používali dřevěný kříž.
Kromě dřevěných náhrobků se zde nacházejí i náhrobky kamenné z let 1899, 1900, 1906... K nejstarším patří dvojice asi 1,50 m vysokých náhrobků, které na vrchu mají vytesány lebky s otvorem. Doposud se kvůli jejich stavu nepodařilo rozluštit nápis, ani rok.